# Legnaro
Legnaro là một đô (đô thị) ở tỉnh Padova vùng Veneto trong Ý, cự ly khoảng 30 km về phía tây nam của Venezia và khoảng 11 km về phía đông nam của Padova. Theo 31 Tháng 12 năm 2004, nó có dân số 7.703 và diện tích là 14,9 km ².
Đô thị Legnaro có các frazioni (đơn vị, chủ yếu là các làng) Casone và Volparo. Đô thị Legnaro giáp các đô thị: Brugine, Padua, Polverara, Ponte San Nicolò, Sant'Angelo di Piove di Sacco, Saonara.